# Psalidostetha banksiae
Psalidostetha banksiae (tên tiếng Anh: Banksia Moth) là một loài bướm đêm thuộc họ Notodontidae. Note that the common name is also applied to Arotrophora arcuatalis. It is found over the whole của Úc.
Sải cánh dài khoảng 60 mm.
Ấu trùng ăn Banksia, Hakea, Dryandra và Grevillea leaves.